# Ferndown
Ferndown ist eine Kleinstadt und Gemeinde im Bezirk East Dorset in Dorset im Süden Englands und liegt unmittelbar nördlich der Orte Poole und Bournemouth und östlich von Wimborne Minster. Sie hat 26.559 Einwohner (Stand 2011).
Der Ort Ferndown, der bis 1972 Hampreston hieß, umfasst die Gemeinden Hampreston, Longham, Stapehill und Trickett's Cross. Ferndown ist nach Dorchester mit 26.559 (laut Volkszählung von 2011) die bevölkerungsmäßig zweitgrößte Stadt im Landesinneren von Dorset. Wie die meisten Städte in Dorset, wird Ferndown von überwiegend älteren Menschen bewohnt. So waren 2006 38,5 Prozent der Einwohner 60 Jahre oder älter.

## Verkehr
Ferndown liegt neben der Straße A31 road zwischen Wimborne und Ringwood. Im Osten verlaufen die A31 die M27 und die M3. Diese Straßen verbinden den Stadtrand von Southampton mit Winchester und von dort nach Basingstoke und London. Nördlich führen die A34 und die M4 nach Newbury. Im Westen verbindet die A31 die A35 mit East Dorset und Devon. Der nächste Bahnhof befindet sich im 10,9 km entfernten Branksome.
Der nahe gelegene Hafen von Poole bietet ganzjährige Verbindungen nach Cherbourg in Frankreich und Santander in Spanien. Saisonal sind auch Fähren und Katamarane nach Guernsey, Jersey und Saint-Malo in Betrieb.
Ferndown ist nur 6,4 km vom internationalen Bournemouth Airport entfernt. Ryanair, EasyJet, Thomsonfly, Bmibaby und Palmair fliegen diesen Flughafen an und bieten Linienflüge zu Zielen in Großbritannien und Europa.

## Wirtschaft
Am Rande der Stadt liegen die Industriegebiete Ferndowns und Uddens, das größte Industriegebiet in East Dorset, in dem sowohl kleine als auch große Unternehmen ansässig sind. Ferndown Industrial Estate, Uddens Trading Estate und East Dorset Trade Park umfassen eine Fläche von ca. 61 ha. Viele bekannte Namen und wichtige Arbeitgeber sind dort vertreten, wie beispielsweise Farrow & Ball. Eine Vielzahl von Branchen ist ebenfalls vertreten, darunter Unternehmensdienstleistungen, Fertigung, Einzelhandel und vieles mehr.

## Sport und Freizeit
Ferndown besitzt sehr große Bereiche von Freiflächen, darunter ein Kinder- und Abenteuerspielplatz, sechs Tennisplätze, vier Fußballplätze, ein Cricket-Spielfeld, eine Bowlinganlage, Boule- und Krocket-Bereich, Liegewiesen und einen voll ausgestatteter Skatepark.
Es gibt zwei Golfclubs, den „Ferndown Forest Golf Club“ mit einem 18-Loch-Platz und den „Ferndown Golf Club“ mit einem 27-Loch-Heathland-Platz, der 2019/2020 auf Platz 88 der Bestenliste von Großbritannien gestiegen ist.
Des Weiteren besitzt Ferndown ein modernes Schwimmbad, das Ferndown Leisure Centre, welches über zwei beheizte Pools, eine Sporthalle, ein voll ausgestattetes Fitnessstudio, Squash Courts und einen Schießstand sowie eine Kraftpaketsuite verfügt.
Im kulturelle Zentrum der Stadt, dem „Ferndown Community Centre“ befindet sich das Barrington Theatre im Haupteinkaufszentrum Penny’s Walk, zu dem auch ein großer Tesco-Supermarkt und die Zweigstelle der Bezirksbibliothek gehören.
Es gibt auch große Wald- und Heideflächen in der Umgebung von Ferndown, einschließlich der Rundwanderung um das Naturschutzgebiet Holtheide (Holt Heath) und ein weiteres 22,6 ha großes Naturschutzgebiet, das Slop Bog. Diese Heideflächen umfassten ursprünglich das gesamte Gebiet, bis in die frühen 1900er Jahre zum Teil Wohngebiete entstanden sind. In weiten Teilen des Waldes und der Heide gibt es viele Grabhügel und kleine Teiche.

## Bildung
Die Schule in Ferndown basiert wie in weiten Teilen von Dorset auf einem dreistufigen System von Grund-, Mittel- und Oberschulen. Die „Ferndown Upper School“ ist eine Gesamtschule für Schüler im Alter zwischen 13 und 19 Jahren
Die „Ferndown Middle School“ nimmt Schüler im Alter von 9 Jahren von der Ferndown First School, von der Hampreston First School und von der Parley First School auf. Die Schuländerungen in Ferndown erfolgten in den späten 1980er und frühen 1990er Jahren, als die ursprüngliche erste Schule abgerissen wurde, um Platz für ein kleines Wohngebiet zu schaffen. Die beiden Mittelschulen wurden deshalb zusammengelegt.

## Städtepartnerschaft
- Segré im Département Maine-et-Loire, Frankreich

## Söhne- und Töchter der Stadt
- Jim Elwes (1909–1988), Autorennfahrer